# San Luis Potosí
San Luis Potosí là một trong 31 bang, cùng với Quận liên bang, là 32 thực thể Liên bang của México. Bang này được chia thành 58 hạt, thủ phủ là thành phố San Luis Potosí.
San Luis Potosí nằm ở Bắc-Trung Mexico. Nó có ranh giới với bang Coahuila ở phía bắc, Nuevo León phía đông bắc, Tamaulipas và Veracruz về phía đông, Hidalgo, Querétaro, và Guanajuato về phía nam và Zacatecas về phía tây bắc.
Ngoài thành phố thủ đô, các thành phố lớn khác của bang bao gồm Ciudad Valles, Matehuala, và Rioverde.